# La Agüita, Querétaro Arteaga
La Agüita är en ort i Mexiko.   Den ligger i kommunen Landa de Matamoros och delstaten Querétaro Arteaga, i den centrala delen av landet, 210 km norr om huvudstaden Mexico City. La Agüita ligger 1 149 meter över havet och antalet invånare är 102.
Terrängen runt La Agüita är huvudsakligen bergig, men västerut är den kuperad. Runt La Agüita är det ganska tätbefolkat, med 72 invånare per kvadratkilometer. Närmaste större samhälle är Xilitla, 15,1 km nordost om La Agüita. I omgivningarna runt La Agüita växer huvudsakligen savannskog.